# Pimen (Ilijewski)
Pimen, imię świeckie Sotir Ilijewski (ur. 3 października 1971 w Strumicy) – duchowny Macedońskiego Kościoła Prawosławnego, od 2006 metropolita Europy. Święcenia diakonatu i prezbiteratu przyjął w 1997.
Chirotonię biskupią otrzymał 2 października 2005.